# Darkovice
Darkovice település Csehországban, a Opavai járásban. Darkovice Vřesina, Hlučín, Šilheřovice és Hať településekkel határos. Lakosainak száma 1380 fő (2024. január 1.).

## Népesség
A település lakosságának változását az alábbi diagram mutatja:
| Lakosok száma | 499  | 679  | 989  | 1090 | 1186 | 1217 | 1367 | 1363 | 1358 | 1380 |
|               | 1869 | 1890 | 1921 | 1950 | 1980 | 2001 | 2017 | 2019 | 2022 | 2024 |